# Miss Isole Cayman
Miss Isole Cayman è un concorso di bellezza femminile, attraverso il quale vengono scelte le rappresentanti delle Isole Cayman per i concorsi internazionali di Miss Universo e Miss Mondo.

## Albo d'oro

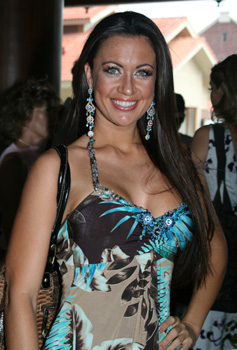
Rebecca Parchment.

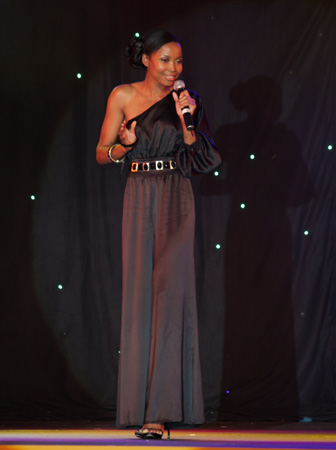
Nicosia Lawson.

| Anno | Miss Universo Cayman         | Miss Mondo Cayman |
| ---- | ---------------------------- | --- |
| 1977 |                              | Patricia Jane Jackson-Patiño |
| 1978 |                              | Wendy Lorraine Daykin |
| 1979 |                              | Jennifer Jackson |
| 1980 | Devan Walter                 | Delia Devon Walter |
| 1981 | Donna Marie Myrie            | Donna Marie Myrie |
| 1982 | Maureen Theresa Lewis        | Maureen Theresa Lewis |
| 1983 | Effie Ebanks                 | Effie Ebanks |
| 1984 | Thora Anne Crighton          | Thora Anne Crighton |
| 1985 | Emily Yvette Hurlston        | Emily Yvette Hurlston |
| 1986 |                              | Deborah Elizabeth Cridland |
| 1987 |                              | Desiree Ann Hunter |
| 1988 |                              | Melissa McTaggart |
| 1989 | Carol Ann Balls              | Michelle Garcia |
| 1990 | Tricia Rose Whittaker        | Bethea Michelle Christian |
| 1991 | Bethea Michelle Christian    | Yvette Peggy Jordison |
| 1992 | Yvette Peggy Jordison        | Pamela Joanne Ebanks |
| 1993 | Pamela Joanne Ebanks         | Audry Elizabeth Ebanks |
| 1994 | Audry Elizabeth Ebanks       | Anita Lilly Bush |
| 1995 | Anita Lilly Bush             | Tasha Ebanks |
| 1996 | Tasha Ebanks                 | |
| 1997 |                              | Cassandra Powell |
| 1998 |                              | Gemma Marie McLaughlin |
| 1999 | Gemma McLaughlin             | Mona Lisa Tatum |
| 2000 | Mona Lisa Tatum              | Jacqueline Bush |
| 2001 | Jacqueline Bush              | Shannon McLean |
| 2002 | Shannon McLean               | |
| 2003 | Nichelle Welcome             | Nichelle Welcome |
| 2004 | Stacy Ann-Rose Kelly         | Stacy Ann-Rose Kelly |
| 2006 | Ambuyah Ebanks               | Ambuyah Ebanks |
| 2007 |                              | Rebecca Parchment |
| 2008 | Rebecca Parchment            | Nicosia Lawson |
| 2009 | Nicosia Lawson               | |
| 2010 |                              | Cristin Alexander |
| 2011 | Cristin Alexander            | Lindsay Japal |
| 2012 | Lindsay Japal                | |
| 2013 |                              | |
| 2014 |                              | |
| 2015 | Tonie Chisholm               | |
| 2016 | Monyque Brooks               | Monyque Brooks |
| 2017 | Anika Conolly                | Kristin Amaya |
| 2018 | Caitlin Tyson                | Kelsie Woodman-Bodden |
| 2019 | Kadejah Bodden               | Jaci Patrick |
| 2020 | Mariah Tibbetts              | Il concorso non si è tenuto a causa dell'impatto della pandemia di COVID-19                                                                              |
| 2021 | Georgina Kerford             | Rashana Hydes |
| 2022 | Tiffany Conolly Detronizzata | |
| 2022 | Chloe Powery-Doxey           | Il concorso dell'edizione 2022 non si è tenuto in quanto Miss Mondo 2021 è stato riprogrammato in data 16 marzo 2022, a causa della pandemia di COVID-19 |
| 2023 | TBA                          | Leanni Tibbets |
| 2024 | Raegan Rutty                 | Jada Ramoon |